# Sân bay Great Barrier Reef
Sân bay Great Barrier Reef hoặc Sân bay đảo Hamilton (mã sân bay IATA: HTI, mã sân bay ICAO: YBHM) là sân bay chính của nhóm quần đảo Whitsunday, và sân bay của đảo Hamilton. Sân bay tọa lạc chủ yếu trên khu đất được lấn biển và do tình trạng hoạt động du lịch của hòn đảo, là nơi hoạt động của các hãng hàng không giá rẻ hàng đầu của Úc, Jetstar Airways và Virgin Australia.
Sân bay chịu thiệt hại nặng nề trong tháng 9 năm 2001 với sự sụp đổ của hãng hàng không Ansett Australia, hãng hàng không hoạt động nhiều nhất từ sân bay này nhiều hơn bất kỳ hãng hàng không khác với các chuyến bay đến Cairns, Townsville, Brisbane, Gold Coast, Sydney, Melbourne và Adelaide.
Trong năm kết thúc ngày 30 tháng 6 năm 2011, sân bay đã phục vụ 457.641 lượt hành khách, khiến cho nó là sân bay bận rộn thứ 19 tại Úc.

## Hãng hàng không và tuyến bay
| Hãng hàng không                          | Các điểm đến                             |
| ---------------------------------------- | ---------------------------------------- |
| Jetstar Airways                          | Melbourne (ngừng từ 27/6/2015), Sydney   |
| Qantas                                   | Melbourne (bắt đầu từ 27/6/2015), Sydney |
| QantasLink operated by Sunstate Airlines | Brisbane Cairns                          |
| Virgin Australia                         | Brisbane, Melbourne, Sydney              |